# Campeonato Europeo de Triatlón de 2000
El XVI Campeonato Europeo de Triatlón se celebró en Stein (Países Bajos) el 8 de julio de 2000 bajo la organización de la Unión Europea de Triatlón (ETU) y la Federación Neerlandesa de Triatlón.

## Resultados
| Evento    | Oro                               | Plata                            | Bronce                                       |
| --------- | --------------------------------- | -------------------------------- | -------------------------------------------- |
| Masculino | Andrew Johns Reino Unido 1:54:31  | Reto Hug · Suiza · 1:54:35       | Eric van der Linden · Países Bajos · 1:54:40 |
| Femenino  | Kathleen Smet · Bélgica · 2:06:48 | Magali Messmer · Suiza · 2:07:23 | Julie Dibens Reino Unido 2:08:54             |

## Medallero
| Núm. | País         | Oro | Plata | Bronce | Total |
| ---- | ------------ | --- | ----- | ------ | ----- |
| 1    | Reino Unido  | 1   | 0     | 1      | 2     |
| 2    | Bélgica      | 1   | 0     | 0      | 1     |
| 3    | Suiza        | 0   | 2     | 0      | 2     |
| 4    | Países Bajos | 0   | 0     | 1      | 1     |
|      | TOTAL        | 2   | 2     | 2      | 6     |